# العدالة القطبية الشمالية: فرقة الرعد
العدالة القطبية الشمالية: فرقة الرعد (بالإنجليزية: Arctic Justice: Thunder Squad)‏ هو فيلم أنمي وكوميديا ودراما كندي من كتابة وإخراج هارون وودلي وشارك في إخراجه ديموس فريسيلاس.
الأصوات في الفيلم من أداء جيريمي رينر بدور سويفتي، وجيمس فرانكو بدور ليمي، وأليك بالدوين بدور بي بي، وهايدي كلوم بدور جايد، وأنجيليكا هيوستن بدور مورين، ومايكل مادسن بدور دوق، وجون كليز بدور دوك والروس.

## القصة
(سويفتي) ثعلب قطبي يعمل في غرفة خدمات تسليم البريد الخاصة بالقطب الشمالي. لكن فجأة تنحصر أحلامه في أن يكون كلبًا قطبيًا أجش الصوت، ولكي يبرهن على استحقاقه لهذا الدور، يقوم سويفتي بسرقة إحدى الزلاجات سرًا وينطلق لتسليم حزمة إلى موقع غامض.

## روابط خارجية
- العدالة القطبية الشمالية: فرقة الرعد على موقع IMDb (الإنجليزية)
- العدالة القطبية الشمالية: فرقة الرعد على موقع ميتاكريتيك (الإنجليزية)
- العدالة القطبية الشمالية: فرقة الرعد على موقع روتن توميتوز (الإنجليزية)
- العدالة القطبية الشمالية: فرقة الرعد على موقع نتفليكس (الإنجليزية)
- العدالة القطبية الشمالية: فرقة الرعد على موقع ألو سيني (الفرنسية)
- العدالة القطبية الشمالية: فرقة الرعد على موقع بوكس أوفيس موجو (الإنجليزية)
- العدالة القطبية الشمالية: فرقة الرعد على موقع فيلمافينيتي (الإسبانية)
- العدالة القطبية الشمالية: فرقة الرعد على موقع قاعدة بيانات الأفلام السويدية (السويدية)
- العدالة القطبية الشمالية: فرقة الرعد على موقع قاعدة بيانات الفيلم (الإنجليزية)
- العدالة القطبية الشمالية: فرقة الرعد على موقع ليتربوكسد (الإنجليزية)